# أون ذا فلور
أون ذا فلور أو على الأرض (بالإنجليزية: On the floor)‏ هي أغنية سجلتها المغنية الأمريكية جينيفر لوبيز لألبومها السابع، الحب؟ (2011)، بالتعاون مع مغني الراب الأمريكي بيتبول، أصدرتها آيلاند ريكوردز في 8 فبراير 2011، كأغنية رئيسية من الألبوم. وكتب «أون ذا فلور» كيندا «كي» حامد، وإي جي جونيور، وتيدي سكاي، وبلال حجي، وبيتبول، وجونزالو هيرموسا، وأوليسيس هيرموسا، إلى جانب منتج الأغنية ريدوان. هي أغنية إلكتروهاوس وأغنية رقص بوب بوتيرة عالية مع إيقاع زمني مشترك يبلغ 130 نبضة في الدقيقة. تدمج أغنية «على الأرض» عناصر من إلكتروهاوس وتستقطب المزيد من التأثيرات الموسيقية من الرقص الأوروبي والموسيقى اللاتينية والموسيقى الفنية. سجلت لوبيز نسخة باللغة الإسبانية من الأغنية بعنوان Ven a Bailar، والذي يتضمن مساهمات غنائية إضافية من خوليو رييس كوبيلو وخيمينا روميرو.